# Martin Redeker

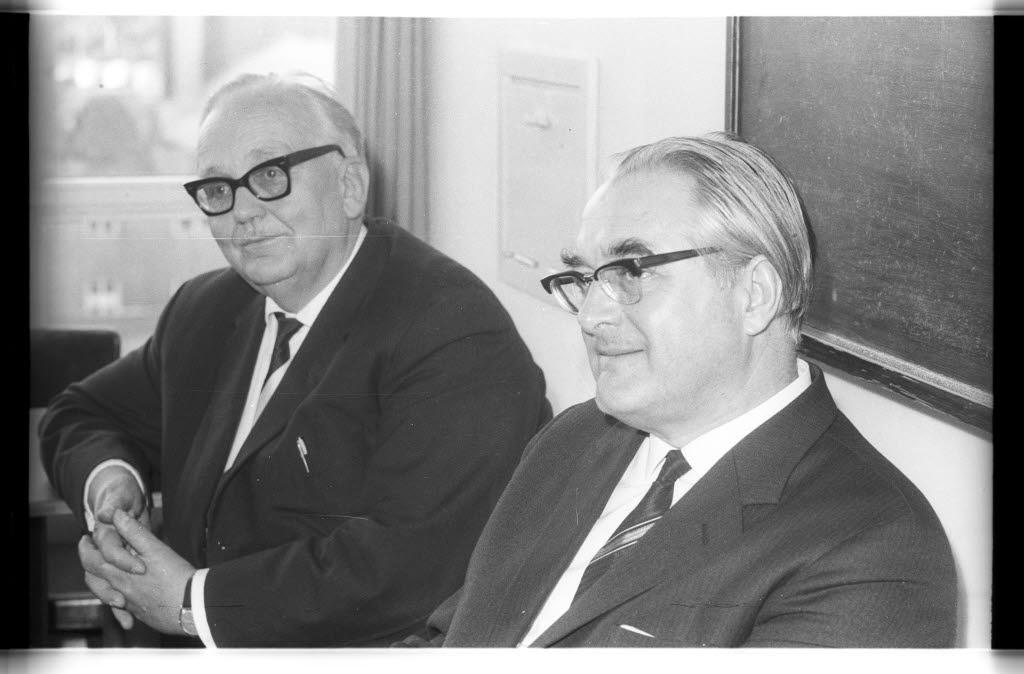
Martin Redeker (li.) im Hörsaal der Theologischen Fakultät der CAU (1965)

Martin Redeker (* 21. Oktober 1900 in Bielefeld; † 14. Mai 1970 in Kiel) war ein deutscher Theologe und Politiker (CDU). Von 1954 bis 1967 war er Landtagsabgeordneter in Schleswig-Holstein.

## Leben
Redeker studierte ab 1920 Evangelische Theologie in Halle und Göttingen. In Halle und Göttingen war er im Wingolf aktiv. Das Studium schloss er mit der Ordination zum Pfarrer ab. Von 1930 bis 1932 war er Dozent für evangelische Religionswissenschaft an der Pädagogischen Akademie in Cottbus. Zum 1. Mai 1933 trat er der NSDAP bei (Mitgliedsnummer 2.169.401). Er wurde 1933 im Fach Systematische Theologie zum Doktor der Theologie promoviert. Im Jahre 1934 übernahm er den Lehrstuhl für Systematische Theologie in Münster. Sein spezielles Thema wurde die Verbindung von Germanentum und christlicher Religion. So schrieb er beispielsweise 1935 in der Zeitschrift Die Deutsche Schule einen Beitrag unter dem Titel „Germanische Religion und der Religionsunterricht in der Schule“.
Im Jahre 1936 wurde er als Nachfolger des aus dem Amt gedrängten Hermann Mulert auf den Lehrstuhl für Systematische Theologie der Universität Kiel berufen. Dies geschah im Zusammenhang der nationalsozialistischen Profilierung Kiels zur „Grenzlanduniversität“. Seine Mitarbeit am Institut zur Erforschung und Beseitigung des jüdischen Einflusses auf das deutsche kirchliche Leben seit 1939 war ein folgerichtiger Schritt seiner politischen Bindung an die NS-Ideologie. Er hielt im Reichsrundfunk unter der Ägide von Reichspropagandaminister Joseph Goebbels Predigten aus der Kieler Universitätskirche. In einer dieser Ansprachen äußerte er im Januar 1939: „Was im Weltjudentum und im Materialismus an satanischer Kraft der Zersetzung sich zusammenballt, sehen wir allzu deutlich.“
Im Jahre 1945 wurde Redeker amtsenthoben, klagte dagegen und wurde bald wieder in Amt und Würden eingesetzt. Er setzte sich ab 1949 intensiv und möglichst öffentlich für die Gründung des „Theologischen Studienhauses Kieler Kloster“ und anderer Studentenwohnheime ein. Nicht lange danach wurde er als Dozent an die Hochschule für Lehrerbildung, die spätere Pädagogische Hochschule berufen und erhielt wieder seinen Lehrauftrag für Systematische Theologie an der Kieler Universität. Als Professor an der Pädagogischen Hochschule war er automatisch Mitglied des „Wissenschaftlichen Prüfungsamtes für das Lehramt an höheren Schulen in Schleswig-Holstein“.

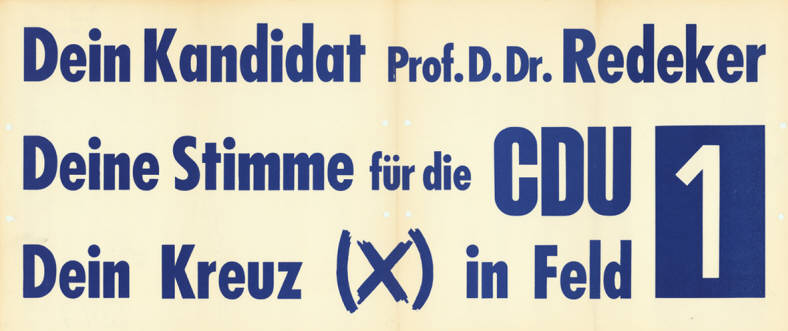
Wahlaufruf 1962

Zwischen 1954 und 1967 war er für drei Wahlperioden Abgeordneter der CDU im Landtag von Schleswig-Holstein. 1967 erhielt er für seine Verdienste um den Bau von Studentenwohnheimen das Große Bundesverdienstkreuz. 1967/68 kam es zu mehrfachen Auseinandersetzungen zwischen der Studentenschaft und Redeker wegen seiner nationalsozialistischen Vergangenheit.
Eine bleibende Leistung Redekers liegt in seinen Beiträgen zur Schleiermacher-Forschung und dem Aufbau der Kieler Schleiermacher-Forschungsstelle.

## Schriften
- Humanität, Volkstum, Christentum in der Erziehung. Ihr Wesen und gegenseitiges Verhältnis an der Gedankenwelt des jungen Herder für die Gegenwart dargestellt. (Neue Forschung. Band 23). Berlin 1934 (davon Teildruck: Phil. Diss. Berlin 1933)
- Rundfunkpredigten aus der Universitätskirche in Kiel. Evang. Nachrichten, Bremen 1939.
- Deutsches Volkstum und Glaube in der Geschichte Libaus: Zur 200-jähr. Gedenkfeier d. Grundsteinlegung der Libauer deutsch-evang. Hl. Dreifaltigkeitskirche am 2. August 1942.
- Das Kieler Kloster und die Theologische Fakultät in der Geschichte Schleswig-Holsteins und seiner Landesuniversität. Luther. Verlag-Ges., Kiel 1960. 2. Auflage 1964.
- Friedrich Schleiermacher. Leben und Werk (1768–1834). de Gruyter, Berlin 1968. (Sammlung Göschen, Band 1177/1177a)

### Herausgeber
- Wilhelm Dilthey: Leben Schleiermachers. de Gruyter, Berlin 1966–1970.
- Friedrich Schleiermacher: Der christliche Glaube nach den Grundsätzen der Evangelischen Kirche im Zusammenhange dargestellt (1830/31). Nachdruck der 7. Auflage 1960. de Gruyter, Berlin; New York 1999, ISBN 3-11-016634-8. (De-Gruyter-Studienbuch)